# کارمو-ل-گران
کارمو-ل-گران (به فرانسوی: Cormot-le-Grand) یک کمون در فرانسه با جمعیت ۱۴۳ نفر است که در Canton of Nolay واقع شده‌است.